# Nekrolog 1903
Nekrolog
◄◄
| ◄
| 1899
| 1900
| 1901
| 1902
| 1903 | 1904 | 1905 | 1906 | 1907 | ► | ►►
1. Quartal |
2. Quartal |
3. Quartal |
4. Quartal 
Weitere Ereignisse | Allgemeiner Nekrolog 1903
Die Beschreibung der verstorbenen Person sollte so kurz wie möglich gehalten sein und nur deren signifikante Tätigkeit(en) enthalten.
Neue Namen ggf. auch unter dem Geburts- und Sterbedatum, also etwa unter 1. Januar und im Geburts- und Sterbejahr (2024) eintragen (nur bei entsprechender großer Wichtigkeit). Für Beispiele siehe die schon vorhandenen Artikel.
Außerdem über die fünf zuletzt Verstorbenen, zu denen es einen ausreichend guten Artikel für eine Präsentation auf der Hauptseite gibt, nach der todesbedingten Überarbeitung der Artikel ggf. auch unter Wikipedia Diskussion:Hauptseite informieren und sie am besten auch in den anderen Wikipedia-Sprachversionen eintragen. Tipp: Regelmäßig bei news.google.de nach „ist tot“, „gestorben“ oder „verstorben“ suchen.
Wenn eine Person gestorben ist, gibt es viele Seiten zu dieser Person in der Wikipedia, die davon auch betroffen sind und entsprechend aktualisiert werden müssen. Beispiele: Namenübersichtsseite, Geburtsjahr, Geburtsort-Seiten und viele mehr.
Wie finde ich die betroffenen Seiten?
Im Suchfeld auf der linken Seite gibt man den Suchbegriff so ein: „Vorname Nachname“. Dann klickt man auf Volltext und alle Seiten mit entsprechendem Suchtext werden aufgerufen. Hier sieht man dann schnell, wo auch das Todesjahr Sinn macht oder sogar ein Teil des Artikels angepasst werden muss. Auch hilft das „Werkzeug“ auf der linken Seite sehr gut, um solche Seiten aufzufinden: „Links auf diese Seite“. Somit ist die Wikipedia wieder aktuell in allen Bereichen! Hinweis: bei Eintragung der Kategorie „Gestorben JAHR“ wird der Missbrauchsfilter 49 ausgelöst, was jedoch nicht schlimm ist. Siehe: Spezial:Missbrauchsfilter/49
Dies ist eine Liste von im Jahr 1903 verstorbenen bekannten Persönlichkeiten. Die Einträge erfolgen innerhalb der einzelnen Daten alphabetisch sortiert. Tiere sind im Nekrolog für Tiere zu finden.
Die Liste ist nach Quartalen aufgeteilt:
- Nekrolog 1. Quartal 1903: Januar, Februar und März
- Nekrolog 2. Quartal 1903: April, Mai und Juni
- Nekrolog 3. Quartal 1903: Juli, August und September
- Nekrolog 4. Quartal 1903: Oktober, November und Dezember

## Datum unbekannt
| Tag | Name                                         | Beruf, bekannt als                                                                                  | Alter | Beleg |
| --- | -------------------------------------------- | --------------------------------------------------------------------------------------------------- | ----- | ----- |
|     | Charles Warren Adams                         | englischer Rechtsanwalt, Verleger und Anti-Vivisektionist                                           |       |       |
|     | Jules Allix                                  | französischer Journalist und Politiker, aktiv während der Pariser Kommune                           |       |       |
|     | Viktor Baumgard                              | deutscher Staatsanwalt und Parlamentarier                                                           |       |       |
|     | Mariana Bracetti                             | puerto-ricanische Freiheitskämpferin                                                                |       |       |
|     | James William Bryan                          | US-amerikanischer Politiker                                                                         |       |       |
|     | Edmond Dédé                                  | US-amerikanischer Komponist                                                                         |       |       |
|     | Margaritis Dimitsas                          | griechischer Philologe und Geograph                                                                 |       |       |
|     | John Henry Dolph                             | US-amerikanischer Kunstmaler                                                                        |       |       |
|     | Charles Fritts                               | US-amerikanischer Erfinder                                                                          |       |       |
|     | Antoni Maria Gallissà                        | spanischer Architekt des katalanischen Jugendstils                                                  |       |       |
|     | Johann Karl Leopold Götz                     | deutscher evangelischer Theologe                                                                    |       |       |
|     | Julius Greth                                 | deutscher Zeichner, Maler und Lithograph                                                            |       |       |
|     | Augustus Radcliffe Grote                     | US-amerikanischer Biologe und Schmetterlings- und Motten-Forscher                                   |       |       |
|     | August Holmström                             | finnischer Goldschmiedemeister                                                                      |       |       |
|     | Ferdinand Jensch                             | deutscher Richter und Parlamentarier                                                                |       |       |
|     | Gottfried Jetter                             | deutscher Unternehmer und Messerschmied, Firmengründer der Aesculap-Werke                           |       |       |
|     | Auguste Kerckhoffs                           | niederländischer Linguist und Kryptologe                                                            |       |       |
|     | Gustav Lind                                  | Metallbildner                                                                                       |       |       |
|     | Arthur Loiseau                               | französischer Romanist und Lusitanist                                                               |       |       |
|     | Charles William Mitchell                     | englischer Maler                                                                                    |       |       |
|     | Muhammad Aminxoʻja Mirzaxoʻja oʻgʻli Muqimiy | usbekischer Schriftsteller                                                                          |       |       |
|     | Mwanga II.                                   | Kabaka (König) von Buganda                                                                          |       |       |
|     | Thomas H. Paine                              | US-amerikanischer Politiker                                                                         |       |       |
|     | Louis-Daniel Perrier                         | Schweizer Architekt                                                                                 |       |       |
|     | Panagiotes Potagos                           | griechischer Afrikareisender                                                                        |       |       |
|     | Girolamo de Rada                             | albanisch-italienischer Schriftsteller                                                              |       |       |
|     | Moritz Schmidt                               | deutscher Richter, Rittergutsbesitzer und Parlamentarier                                            |       |       |
|     | Fritz Schwager                               | deutscher Architekt                                                                                 |       |       |
|     | Johann Schwegler                             | österreichischer Kaffeesieder, Lokalpolitiker und Person des österreichischen Genossenschaftswesens |       |       |
|     | Ludwig Wilhelm Seyffarth                     | deutscher Theologe, Pädagoge, Autor und Parlamentarier                                              |       |       |
|     | Ludwig Stackmann                             | deutscher Richter und Abgeordneter in Preußen                                                       |       |       |
|     | Tang Jingsong                                | chinesischer General und Staatsmann                                                                 |       |       |
|     | José Desiderio Valverde                      | Präsident der Dominikanischen Republik                                                              |       |       |
|     | Antonie Volkmar                              | deutsche Genre- und Porträtmalerin                                                                  | ≈76   |       |
|     | Charles Leander Weed                         | US-amerikanischer Landschaftsfotograf                                                               |       |       |
|     | Edwin Lord Weeks                             | US-amerikanischer Maler des Orientalismus                                                           |       |       |
|     | Lorenz Zotz der Ältere                       | österreichischer Stuckateur                                                                         |       |       |